# London Overground
La London Overground (LO) è un servizio ferroviario urbano del Regno Unito. Entrato in servizio l'11 novembre 2007, copre una larga parte della Grande Londra e parte del Hertfordshire, con 112 stazioni su nove linee. La rete è parte della National Rail ma è posta sotto il controllo di Transport for London.

## Storia

### Progetto e inaugurazione
Già nel 1974 si manifestò più volte l'interesse di fornire un servizio ferroviario metropolitano alla città di Londra. Questo progetto era caldeggiato soprattutto da un comitato promotore, The Barren Report, che propose in tal senso il riutilizzo di alcune linee ferroviarie preesistenti, ubicate nel nord della città, bocciando categoricamente l'ipotesi di costruire un nuovo passante. Il progetto di Barren prevedeva, come già accennato, l'introduzione di un sistema ferroviario urbano, con un orario cadenzato di venti minuti e un totale di tre linee (Broad Street-Richmond, Barking-Clapham Junction, e Ealing Broadway-North Woolwich); la mancanza di interesse da parte della British Railways, tuttavia, fece sì che questa proposta non fu mai attuata.
Bisognerà aspettare gli anni novanta per far sì che si ritorni a pensare alla costruzione di una simile rete, soprattutto per fornire un collegamento migliore alle aree poste a sud del Tamigi. Questo progetto venne poi ripreso dalla Transport for London (TfL), ente responsabile dei trasporti a Londra, che nel 2006 acquisisce le quote azionarie della Silverlink, e quindi la gestione della Silverlink Metro: fu così che nacque la London Overground, inaugurata ufficialmente il 12 novembre 2007. La TfL, oltre ad esercitare la linea, effettuò diversi interventi per migliorare il servizio: tutte le stazioni, oltre ad essere presidiate, vennero dotate di servizi igienici e lettori di Oyster Card, e venne rinnovato il parco mezzi.

### Estensioni
Di seguito viene proposta una tabella, per riassumere le varie estensioni che si sono susseguite a partire dal 2009:
| Data              | Tratta-Stazione                                                                | Linea    |
| ----------------- | ------------------------------------------------------------------------------ | -------- |
| 27 settembre 2009 | Imperial Wharf                                                                 | Mildmay  |
| 27 aprile 2010    | Dalston Junction-New Cross/New Cross Gate                                      | Windrush |
| 28 febbraio 2011  | Dalston Junction-Highbury & Islington                                          | Windrush |
| 9 dicembre 2012   | Surrey Quays-Clapham Junction                                                  | Windrush |
| 31 maggio 2015    | Liverpool Street-Edmonton Green Bush Hill Park-Enfield Town Southbury-Cheshunt | Weaver   |
| 31 maggio 2015    | Romford-Upminster                                                              | Liberty  |

## La rete

### Introduzione

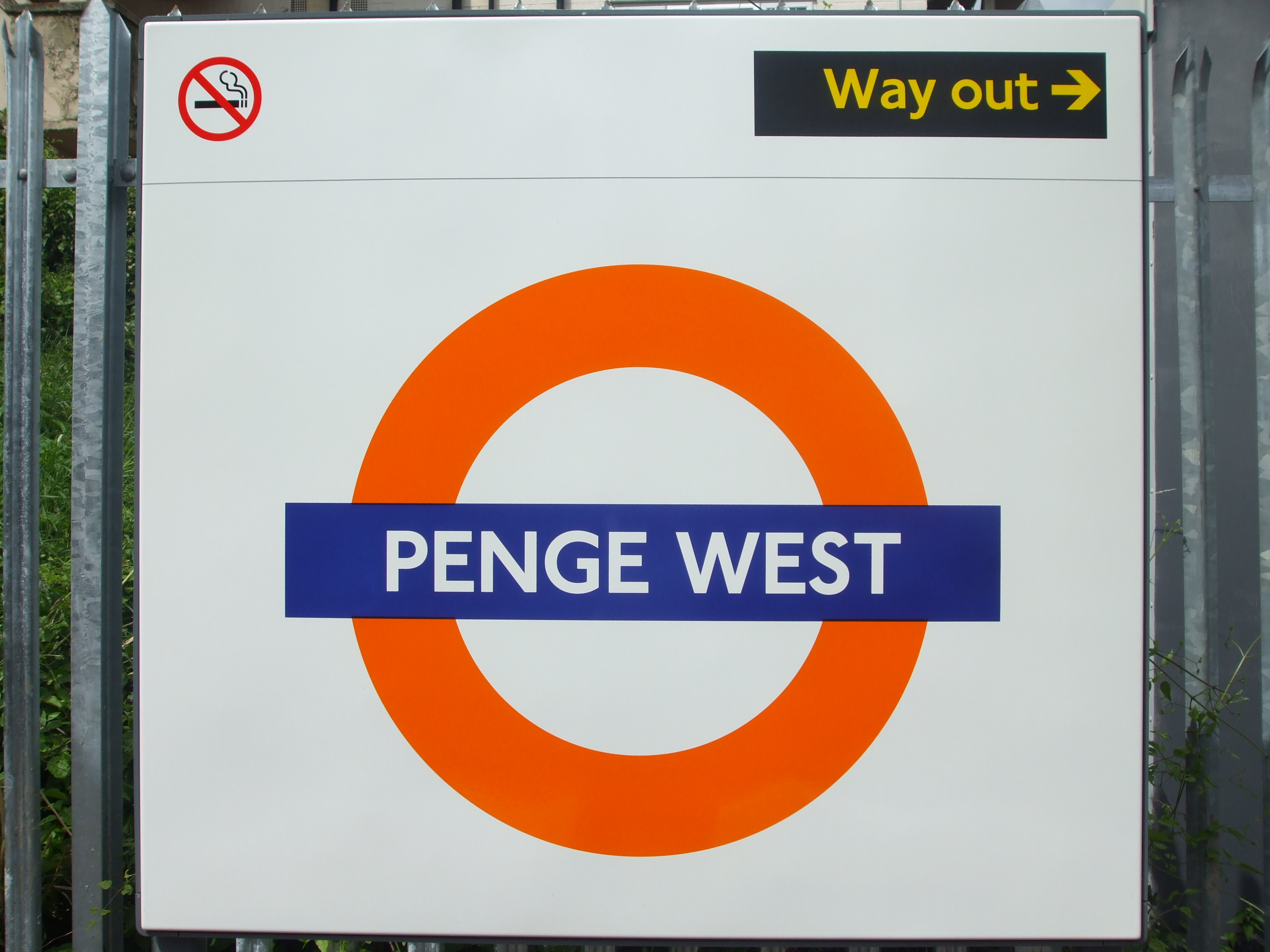
Segnaletica alla stazione di Penge West

La London Overground assicura un servizio capillare nelle aree immediatamente successive al centro, servendo principalmente la seconda zona tariffaria della capitale. Da come si può dedurre dal nome, la rete è perlopiù in superficie: le porzioni superficiali si sviluppano su viadotto e a livello del terreno.
La rete dell'Overground incrocia le linee Bakerloo, Central, District, Hammersmith & City, Jubilee, Northern, Circle, Metropolitan, e Victoria, presentando interscambi anche con la Docklands Light Railway, il Tramlink e la rete ferroviaria nazionale. Viene identificata col colore arancione, mentre le stazioni sono state contrassegnate da simboli uguali a quelli della metropolitana ma col proprio cromatismo. La rete è presente sulle piantine della metropolitana di Londra, disponendo anche di una mappa propria.
Per merito dell'Overground, che passa attraverso zone perlopiù periferiche, le aree urbane servite sono state sensibilmente riqualificate, fungendo anche come elemento motore per la realizzazione di nuove opere pubbliche.

### Linee attive
Le linee che compongono la rete sono 6.
| Linea       | Percorso                                                                    | Inaugurazione o integrazione | Ultima estensione | Stazioni | Note |
| ----------- | --------------------------------------------------------------------------- | ---------------------------- | ----------------- | -------- | ---- |
| Liberty     | Romford-Upminster                                                           | 2015                         | -                 | 3        |      |
| Lioness     | Euston-Watford Junction                                                     | 2007                         | -                 | 19       |      |
| Mildmay     | Stratford-Clapham Junction/Richmond                                         | 2007                         | 2009              | 28       |      |
| Suffragette | Gospel Oak-Barking Riverside                                                | 2007                         | 2022              | 13       |      |
| Weaver      | Liverpool Street-Enfield Town/Cheshunt/Chingford                            | 2015                         | -                 | 26       |      |
| Windrush    | Highbury & Islington-Clapham Junction/Crystal Palace/West Croydon/New Cross | 2010                         | 2012              | 29       |      |

La TfL ha annunciato nel febbraio 2024 che entro il 2024 ogni linea sarà rinominata. I nuovi nomi sono stati scelti a seguito di estese consultazioni con le comunità locali, gruppi di utilizzatori, personalità accademiche e specialisti del settore dei trasporti. Ogni linea sarà identificata sulla mappa con una doppia striscia di un colore diverso.
I cambiamenti apportati sono i seguenti:
- la linea East & South London diventerà la Windrush line (colore rosso);
- la linea Gospel Oak to Barking diventerà la Suffragette line (colore verde);
- la linea Lea Valley diventerà la Weaver line (colore amaranto);
- la linea North & West London diventerà la  Mildmay line (colore blu);
- la linea Romford-Upminster diventerà la Liberty line (colore grigio);
- la linea Watford-Euston diventerà la Lioness line (colore giallo).

Il logo della Overground (un roundel color arancione) non sarà modificato.

#### Linea Liberty
La linea Liberty del servizio di London Overground serve la zona orientale della città, da Romford a Upminster, percorrendo la ferrovia Romford-Upminster per la sua interezza.

La tratta ha una frequenza bioraria, con due treni all'ora per direzione.
La linea è parte della rete dal maggio del 2015.

#### Linea Lioness
La linea Lioness del servizio di London Overground collega la città dal centro, con capolinea a Euston, a nord-ovest, con capolinea Watford Junction (situata nell'Hertfordshire).

Su questa linea, transitano quattro treni all'ora per direzione.
La linea è parte della rete di London Overground dal novembre del 2007.

#### Linea Mildmay
La linea Mildmay del servizio di London Overground collega la città da est, con capolinea a Stratford, a sud-ovest, dividendosi in due diramazioni, con capolinea Clapham Junction l'una e Richmond l'altra.

Su questa linea, quattro treni all'ora servono la relazione Stratford-Richmond e altri quattro treni all'ora servono la relazione Stratford-Clapham Junction.
La tratta Stratford-Richmond/West Brompton è parte della rete di London Overground dal novembre del 2007 e, nel 2009, è stata prolungata da West Brompton a Clapham Junction.

#### Linea Suffragette
La linea Suffragette del servizio di London Overground collega la città da nord, con capolinea a Gospel Oak, a nord-est, con capolinea Barking, percorrendo la ferrovia Gospel Oak-Barking per la sua interezza.

Su questa linea, transitano quattro treni all'ora per direzione.
La linea è parte della rete di London Overground dal novembre del 2007.

#### Linea Weaver
La linea Weaver del servizio di London Overground collega il centro città, dalla stazione di Liverpool Street, a Cheshunt, Chingford ed Enfield Town.

Quattro treni all'ora servono la relazione Liverpool Street-Chingford, due treni all'ora la relazione Liverpool Street-Cheshunt e altri due treni all'ora la relazione Liverpool Street-Enfield Town.
La linea è parte della rete dal maggio del 2015.

#### Linea Windrush
La linea Windrush del servizio di London Overgrond collega la città da nord-est, con capolinea a Highbury & Islington, dividendosi in varie diramazioni con capilinea a Clapham Junction, Crystal Palace New Cross e West Croydon.
Le linee sulle quali questa relazione transita sono la ferrovia East London, la ferrovia South London, la ferrovia Londra-Brighton e la ferrovia Balham-Beckenham Junction.
La linea è parte della rete dall'aprile del 2010 ed è stata successivamente prolungata a più riprese fino al 2012 anno in cui è stata aggiunta la tratta Surrey Quays-Clapham Junction. In quanto ex linea della metropolitana, è quella più servita di tutto il sistema: un treno ogni 5 minuti nella tratta storica principale, cui se ne aggiungono altri quattro all’ora instradati sulla South line.

## Materiale rotabile

### Parco mezzi attuale
Una volta acquisite le quote azionarie della Silverlink, la TfL decise di modernizzare il materiale rotabile della neocostituita Overground, per rendere il servizio più efficiente. La TfL investì sui Capitalstars Classe 378 e sui Turbostar Classe 172, per ritirare dalla circolazione ferroviaria gli ormai obsoleti treni della Silverlink: questa operazione di ammodernamento del parco mezzi si concluse solo nell'ottobre 2010.
Nella tabella di seguito si riporta il parco mezzi oggi in circolazione sulla London Overground:
| Classe                   | Immagine | Tipo | Velocità massima | Velocità massima | N. | Numeri dei treni                                               | Numero carrozze | Disposiz. posti | Linee servite                      | Entrata in servizio | Anni di esercizio  |
| Classe                   | Immagine | Tipo | mph              | km/h             | N. | Numeri dei treni                                               | Numero carrozze | Disposiz. posti | Linee servite                      | Entrata in servizio | Anni di esercizio  |
| ------------------------ | -------- | ---- | ---------------- | ---------------- | -- | -------------------------------------------------------------- | --------------- | --------------- | ---------------------------------- | ------------------- | ------------------ |
| Classe 172/0 Turbostar   |          | DMU  | 100              | 160              | 8  | 172001-172008                                                  | 2               | 2+2             | Gospel Oak-Barking                 | 2010                | 2010–oggi          |
| Classe 172/0 Turbostar   |          |      |                  |                  |    |                                                                |                 |                 |                                    |                     |                    |
| Classe 315               |          | EMU  | 75               | 121              | 17 | 315801–315817                                                  | 4               | 2+3             | Lea Valley Lines Romford-Upminster | 1980–1981           | Maggio 2015 – oggi |
| Classe 317/7             |          | EMU  | 100              | 161              | 8  | 317708, 317709, 317710, 317714, 317719, 317723, 317729, 317732 | 4               | 2+2             | Lea Valley Lines Romford-Upminster | 1981–1982           | Maggio 2015 – oggi |
| Classe 317/8             |          | EMU  | 100              | 161              | 6  | 317887–317892                                                  | 4               | 2+3             | Lea Valley Lines Romford-Upminster | 1981–1982           | Maggio 2015 – oggi |
| Classe 378/1 Capitalstar |          | EMU  | 75               | 120              | 20 | 378135–378154                                                  | 4 o 5           | Longitudinale   | East London South London           | 2008–2011           | 2009–oggi          |
| Class 378/2 Capitalstar  |          | EMU  | 75               | 120              | 37 | 378201 – 378234 378255 – 378257                                | 4 o 5           | Longitudinale   | North London West London Watford   | 2008–2011           | 2009–oggi          |
| Class 378/2 Capitalstar  |          |      |                  |                  |    |                                                                |                 |                 |                                    |                     |                    |

### Parco mezzi passato
| Classe                | Immagine | Tipo | Velocità massima | Velocità massima | Numero | Numero carrozze | Linee servite                       | Entrata in servizio                                          | Anni di esercizio | Note                                                                                                   |
| Classe                | Immagine | Tipo | mph              | km/h             | Numero | Numero carrozze | Linee servite                       | Entrata in servizio                                          | Anni di esercizio | Note                                                                                                   |
| --------------------- | -------- | ---- | ---------------- | ---------------- | ------ | --------------- | ----------------------------------- | ------------------------------------------------------------ | ----------------- | --- |
| Classe 150/1 Sprinter |          | DMU  | 75               | 120              | 6      | 2               | Gospel Oak-Barking                  | 1984–1987                                                    | 2007–2010         | Sostituito dalla Classe 172 Trasferito sulla rete della First Great Western                            |
| Classe 313/1          |          | EMU  | 75               | 120              | 23     | 3               | North London Watford DC West London | 1976–1977 (revamping nel 1997-2001 a opera della Silverlink) | 2007–2010         | Sostituito dalla Classe 378 Trasferito sulla rete della First Capital Connect, Network Rail e Southern |
| Classe 313/1          |          |      |                  |                  |        |                 |                                     |                                                              |                   | |
| Classe 508/3          |          | EMU  | 75               | 120              | 3      | 3               | Watford DC Line                     | 1979–1980 (revamping nel 2003 a opera della Silverlink)      | 2007–2010         | Sostituito dalla Classe 378                                                                            |

### Livrea
A tutti i treni in circolazione sulla rete, siano questi Electrostar o Turbostar, viene applicata la livrea dell'Overground. Quest'ultima è molto simile a quella dell'Underground, e si basa sull'impiego di tre colori: il bianco, il blu e l'arancio (quest'ultimi presenti in due sottili fasce longitudinali).  I roundel dell'Overground sono disposti in prossimità delle porte, delle finestre e a metà della carrozza. Per uniformare a livello cromatico i treni dell'Overground con quelli della National Rail, la parte terminale di ciascuna unità è dipinta di giallo.
La livrea succitata venne applicata per sostituire quella della Silverlink, basata sull'impiego di tonalità viola, verdi e gialle.